# Umaprempur
Umaprempur (nep. उमाप्रेमपुर) – gaun wikas samiti w środkowej części Nepalu w strefie Dźanakpur w dystrykcie Dhanusa. Według nepalskiego spisu powszechnego z 2011 roku liczył on 2174 gospodarstwa domowe i 11 854 mieszkańców (5879 kobiet i 5975 mężczyzn).